# Théding
Théding – miejscowość i gmina we Francji, w regionie Grand Est, w departamencie Mozela.
Według danych na rok 1990 gminę zamieszkiwało 2059 osób, a gęstość zaludnienia wynosiła 253 osób/km² (wśród 2335 gmin Lotaryngii Théding plasuje się na 208. miejscu pod względem liczby ludności, natomiast pod względem powierzchni na miejscu 737.).